# Christopher Rice
Christopher Travis Rice (* 11. März 1978 in Berkeley, Kalifornien) ist ein US-amerikanischer Schriftsteller und Aktivist für die Rechte der Homosexuellen in den Vereinigten Staaten.

## Leben
Christopher Rice stammt aus einer Künstlerfamilie. Er ist der Sohn der Schriftstellerin Anne Rice-O’Brien, einer internationalen Bestsellerautorin (Chronik der Vampire), und des Malers und Dichters Stan Rice; seine Tante Alice Borchardt schrieb historische Fantasy-Romane.
Rice wuchs in New Orleans auf. Er besuchte die Brown University und die Tisch School of the Arts in New York. Jedoch machte er keinen akademischen Abschluss, sondern ging nach Kalifornien, um dort das Drehbuchschreiben in der Praxis zu erlernen.
Rice lebt mit seinem Partner, dem Fotografen Brian Orter, in Los Angeles. Neben seiner freien Tätigkeit als Romanautor schreibt er zweiwöchentlich erscheinende Kolumnen für das schwul-lesbische Lifestyle-Magazin The Advocate.

## Werk
Rice bezeichnet seine Werke als Thriller und nennt es „zufällig“, dass sich in allen seinen Werken homosexuelle Charaktere finden; er schreibe jedoch nicht bewusst gay literature und sehe sich auch nicht als „schwulen Autor“.
Da seine Mutter die Veröffentlichung des ersten Romans A Density of Souls (dt. Grausame Spiele) aktiv förderte, musste sich Christopher Rice zunächst mit der Kritik auseinandersetzen, allein durch den Einfluss seiner Mutter einen Verlag gefunden zu haben. Sein erstes Buch schaffte es jedoch in die amerikanischen Bestsellerlisten und bekam neben kritischen Äußerungen zum nicht ganz ausgereiften Stil auch viel Kritikerlob für das Thema des Coming-outs eines Collegestudenten und den damit verbundenen Schikanen durch die Peer-Group.
Rices zweiter Roman The Snow Garden (dt. Der Schneegarten) spielt ebenfalls im Studenten-Milieu; es geht um den Mord an der Ehefrau eines Dozenten. 2003 wurde er dafür mit dem Lambda Literary Award in der Kategorie Gay Men's Mystery ausgezeichnet. Das dritte Buch Light Before Day greift das Thema Kinderpornografie auf. Der vierte Roman Blind Fall ist ein Kriminalroman, in dem ein aus dem Irak zurückgekehrter Marinesoldat den Mord an seinem Captain aufklären will.

## Werke
- A Density of Souls, 2000, dt. Grausame Spiele. Ullstein, München 2002, ISBN 3-548-25660-0.
- The Snow Garden, 2002, dt. Der Schneegarten. Ullstein, München 2003, ISBN 3-548-25782-8.
- Light Before Day, 2004
- Blind Fall, 2008
- The Moonlit Earth, 2010
- The Heavens Rise, 2013
- The Vines, 2014